# NGC 35
NGC 35는 고래자리에 있는 정상나선은하이다.